# 사명로
사명로(Samyeong-ro)는 대한민국 경상남도 창녕군 부곡면 수다리 인교사거리와 밀양시 무안면 동산리 동산삼거리를 잇는 경상남도의 도로이다.

## 주요 경유지
경상남도
- 창녕군 (부곡면) - 밀양시 (무안면)

## 노선
| 이름       | 접속 노선                  | 소재지 | 소재지 | 비고                     |
| ---------- | -------------------------- | ------ | ------ | ------------------------ |
| 인교사거리 | 온천로                     | 창녕군 | 부곡면 | 지방도 제1080호선과 중복 |
| 모로삼거리 | 신연로                     | 밀양시 | 무안면 | 지방도 제1080호선과 중복 |
| 원원교     |                            | 밀양시 | 무안면 | 지방도 제1080호선과 중복 |
| 신법삼거리 | 지방도 제1080호선 (무안로) | 밀양시 | 무안면 | 지방도 제1080호선과 중복 |
| 삼태삼거리 | 삼화길                     | 밀양시 | 무안면 |                          |
| 삼태교     |                            | 밀양시 | 무안면 |                          |
| 내진교     |                            | 밀양시 | 무안면 |                          |
| 동산삼거리 | 국도 제24호선 (창밀로)     | 밀양시 | 무안면 |                          |

## 주요 건물 및 시설
- 알뜰해동주유소 (사명로 147/성덕리 458-1)
- SK에너지 무안농협주유소 (사명로 457/무안리 748-9)
- 농협 무안농협 하나로마트 (사명로 461/무안리 748-5)
- CU 밀양무안사명로점 (사명로 475/무안리 767-20)
- 무안카서비스 (사명로 478/무안리 767-22)
- 농협 밀양무안농협 하나로마트 본점 (사명로 494/무안리 818-52)
- 농협 무안농협 본점 (사명로 494/무안리 818-52)
- 밀양무안우체국 (사명로 511/무안리 813-41)
- 무안초등학교 (사명로 531/무안리 927-1)
- 무안면보건지소 (사명로 531/무안리 917-4)
- 무안119안전센터 (사명로 531/무안리 917-4)
- 무안파출소 (사명로 543/무안리 917-2)
- 양효마을회관 (사명로 1072/양효리 304)
- 양효주유소 (사명로 1081/양효리 212-2)